# Anthony Turgis
Anthony Turgis (* 16. Mai 1994 in Bourg-la-Reine) ist ein französischer Radrennfahrer.

## Karriere
Anthony Turgis gewann 2012 eine Etappe bei Liège-La Gleize in Belgien. Zwei Jahre später folgte der Triumph bei Lüttich–Bastogne–Lüttich Espoirs. Ende 2014 wurde er Stagiaire bei Cofidis, Solutions Crédits. Dort bekam Turgis seinen ersten Profivertrag. Im Jahr 2015 gewann er die Gesamtwertung, die Nachwuchswertung und eine Etappe bei den Boucles de la Mayenne. Hinzu kam die Bronzemedaille bei UCI-Straßen-Weltmeisterschaften 2015 in Richmond im Straßenrennen der U23.
Anfang 2016 siegte Anthony Turgis beim französischen Eintagesrennen Classic Loire Atlantique. Im Juni gewann er eine Etappe bei der Luxemburg-Rundfahrt 2016.
Bei der Tour de l’Eurométropole 2017 in Belgien wurde er Dritter. Allerdings lag er bis etwa 20 Meter vor der Ziellinie an der Spitze, nachdem er sich 800 Meter vor dem Ziel aus einer kleinen Gruppe heraus absetzen konnte. Turgis setzte zu früh zum Jubeln an und letztendlich von Daniel McLay und von Kenny Dehaes überholt. 2018 wurde er bei der französischen Straßenmeisterschaft in Mantes-la-Jolie Zweiter im Sprint aus kleinen Gruppe heraus. Turgis musste sich nur Anthony Roux geschlagen geben.
Im Jahr 2019 wechselte Anthony Turgis zum UCI ProTeam Direct Énergie (später TotalEnergies) und gewann bei seinem Debüt den Grand Prix Cycliste La Marseillaise. Im Frühjahr unterlag er Mathieu van der Poel im Sprint bei Dwars door Vlaanderen, nachdem er den Großteil des Rennens in der Fluchtgruppe absolviert hatte. Bei den Vier Tagen von Dünkirchen und der Luxemburg-Rundfahrt sicherte er sich jeweils als Gesamtvierter die Nachwuchswertung, ehe er am Ende der Saison das französische Eintagesrennen Paris–Chauny gewann.
Nach seiner bislang erfolgreichsten Saison konnte Turgis in den nachfolgenden Jahren weitere Top-Resultate bei den großen Eintagesrennen einfahren. Bei der Flandern-Rundfahrt 2020 musste er sich im Sprint um den verbliebenen Podiumsplatz nur dem Norweger Alexander Kristoff geschlagen geben, ehe er im Jahr 2021 Kuurne–Brüssel–Kuurne als Zweiter beendete. Im Jahr 2022 setzte er sich bei Mailand–Sanremo hinter dem Solisten Matej Mohorič im Sprint des Hauptfelds durch und stand somit erstmals auf dem Podium eines Monuments des Radsports. Bei den französischen Meisterschaften desselben Jahres belegte er einen weiteren zweiten Rang.
Seinen bislang größten Erfolgen feierte es im Alter von 30 Jahren, als er die 9. Etappe der Tour de France 2024 im Sprint der Ausreißergruppe vor dem Briten Thomas Pidcock gewann. Turgis profitierte dabei von seinen Fähigkeiten als Klassiker-Spezialist, da die Etappe über 14 Schotter-Sektoren führte. Zuvor war er Ende März bei Dwars door Vlaanderen zu Sturz gekommen und hatte die großen Eintagesrennen verpasst.

## Persönliches
Anthony Turgis hat zwei Brüder; der ältere Jimmy (* 1991) ist ebenfalls im Radsport aktiv und der jüngere Tanguy (* 1998) musste seine Laufbahn als Radprofi nach der Saison 2017 aufgrund von Herzproblemen beenden.

## Erfolge
2012
- eine Etappe Liège-La Gleize

2014
- Lüttich–Bastogne–Lüttich Espoirs

2015
- Gesamtwertung, Nachwuchswertung und eine Etappe Boucles de la Mayenne
- Weltmeisterschaft – Straßenrennen (U23)

2016
- Classic Loire Atlantique
- eine Etappe Luxemburg-Rundfahrt

2019
- Grand Prix d’Ouverture La Marseillaise
- Nachwuchswertung 4 Jours de Dunkerque
- Nachwuchswertung Luxemburg-Rundfahrt
- Paris-Chauny

2024
- eine Etappe Tour de France

## Wichtige Platzierungen
| Grand Tour            | 2015 | 2016 | 2017 | 2018 | 2019 | 2020 | 2021 | 2022 | 2023 | 2024 | 2025 |
| --------------------- | ---- | ---- | ---- | ---- | ---- | ---- | ---- | ---- | ---- | ---- | ---- |
| Giro d’ItaliaGiro     | –    | –    | –    | –    | –    | –    | –    | –    | –    | –    | –    |
| Tour de FranceTour    | –    | –    | –    | 116  | 131  | 108  | 73   | 129  | 94   | 106  | 106  |
| Vuelta a EspañaVuelta | –    | –    | 117  | –    | –    | –    | –    | –    | –    | –    |      |

| Monument                 | 2015 | 2016 | 2017 | 2018 | 2019 | 2020 | 2021 | 2022 | 2023 | 2024 | 2025 |
| ------------------------ | ---- | ---- | ---- | ---- | ---- | ---- | ---- | ---- | ---- | ---- | ---- |
| Mailand–Sanremo          | –    | –    | –    | DNF  | 41   | 29   | 10   | 2    | 9    | –    | –    |
| Flandern-Rundfahrt       | –    | –    | –    |      | 97   | 4    | 8    | DNF  | 17   | –    | –    |
| Paris–Roubaix            | –    | –    | –    |      | 18   | –    | 13   | DNF  | 74   | 54   | 39   |
| Lüttich–Bastogne–Lüttich | DNF  | 127  | –    | –    | DNF  | –    | –    | –    | –    | –    |      |
| Lombardei-Rundfahrt      | –    | DNF  | –    | –    | –    | –    | –    | –    | –    | –    |      |